# Marmaroglypha nicobarica
Marmaroglypha nicobarica är en skalbaggsart som beskrevs av Ludwig Redtenbacher 1868. Marmaroglypha nicobarica ingår i släktet Marmaroglypha och familjen långhorningar. Inga underarter finns listade i Catalogue of Life.